# Prostitución en Argelia

Prostitución en África. En rojo, el modelo prohibicionista, por el que la prostitución y toda actividad relacionada con ella es ilegal, al que pertenece Argelia.

La prostitución en Argelia es ilegal según su Código Penal (en virtud de su artículo 343), que también prohíbe la utilización de servicios de prostitución, el proxenetismo, la convivencia con una prostituta, la prostitución por encargo y obligar a otras personas a prostituirse.
Según la Oficina Francesa de Protección a los Refugiados y Apátridas (OFPRA), hasta 2011 había 19 burdeles bajo control policial de los 171 que existían anteriormente en Argelia durante el período colonial francés, al igual que en Túnez.
A pesar de la prohibición de iure por el Código Penal argelino, la prostitución clandestina existe en la sociedad argelina contemporánea. Los hombres también se dedican a la prostitución homosexual y heterosexual.

## Historia

### Bajo mandato otomano
Durante la dominación otomana, la prostitución estaba tolerada y regulada. En el siglo XVI, tras la ocupación otomana, se creó un cuerpo de jenízaros célibes en Argelia, compuesto en su mayoría por mujeres negras (generalmente esclavas) que habían abandonado a sus esclavizadores.
Un funcionario llamado Mezouar se encargaba de regular la prostitución. Este funcionario era siempre un moro. El cargo era lucrativo, pues cobraba una tasa mensual por prostituta. Llevaba un registro de prostitutas y las mujeres no podían salir de los burdeles y baños públicos en los que trabajaban. La solicitud de una prostituta era tramitada por el funcionario, que autorizaba a la prostituta a concertar una cita y luego gravaba la tarifa para los ingresos del Estado; sin embargo, las prostitutas seleccionadas para servir a turcos otomanos étnicos estaban exentas de impuestos. Cualquier mujer argelina libre, incluida una prostituta, podía morir ahogada si violaba la ley manteniendo relaciones sexuales con un esclavo europeo.
La prostitución también estaba relacionada con la esclavitud en Argelia. La ley islámica prohibía formalmente la prostitución. Sin embargo, dado que el principio del concubinato en la ley islámica permitía a un hombre mantener relaciones sexuales con su esclava, la prostitución en el mundo islámico se practicaba comúnmente mediante la venta por un proxeneta de su esclava en el mercado de esclavos a un cliente, a quien entonces se le permitía mantener relaciones sexuales con ella como su nuevo propietario; el cliente cancelaba entonces su compra y devolvía la esclava a su proxeneta con el pretexto de descontento, lo que era un método legal y aceptado para la prostitución en el mundo islámico.
Antes de la toma del poder por los franceses en 1830, se calculaba que había entre 300 y 500 prostitutas en Argel. Las mujeres eran moriscas, árabes y africanas subsaharianas. A los judíos no se les permitía ejercer la prostitución.

### Bajo mandato francés

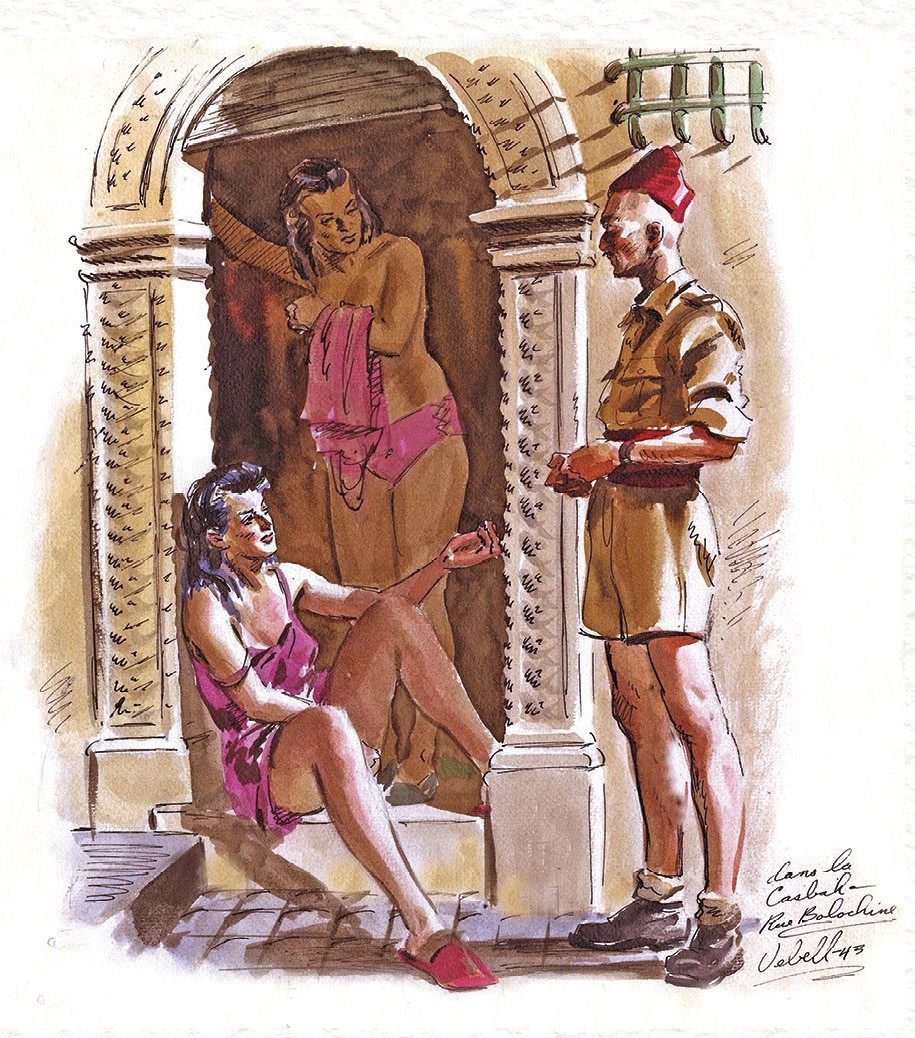
Dibujo imaginario de un soldado colonial francés regateando con una prostituta en la calle Balochine de la Casba de Argel. Obra de Edward Vebell (1943).

Tras la colonización francesa en 1830, las autoridades francesas regularon la prostitución para intentar evitar la propagación de enfermedades de transmisión sexual. El sistema de regulación se basó en la normativa otomana que existía anteriormente, y se mantuvo la figura del Mezouar, aunque debía pagar una cuota anual de 2 046 francos. En julio de 1830 se introdujeron por decreto los reconocimientos médicos obligatorios para las prostitutas. Los principales artículos del decreto decían:

«Nosotros, Intendente Civil de las posesiones francesas en África del Norte; Vistos los artículos 10 y 46 del Título I de la Ley de 19-27 de julio de 1791, considerando que la experiencia ha hecho necesario revisar la reglamentación en vigor relativa a las muchachas públicas; hemos detenido y detenemos lo siguiente:

Art. 1. Toda muchacha de la que se sepa que ejerce la prostitución será inscrita por el Comisario de Policía, Jefe de la Oficina Central, en un registro llevado a tal efecto en dicha oficina.
Art. 6. A partir del 1 de octubre, todas las mujeres públicas deberán ser visitadas dos veces al mes y a intervalos de quince días para que se compruebe su estado de salud.
Art. 7. Esta visita tendrá lugar en la clínica. Sin embargo, las mujeres públicas que deseen ser visitadas a domicilio podrán obtener la facultad pagando una cuota extraordinaria de 3 francos por visita, en concepto de honorarios, a favor del médico.
Art. 11. Las niñas públicas visitadas en la clínica y reconocidas como aquejadas de enfermedades venéreas, serán retenidas en este establecimiento para su tratamiento inmediato. En cuanto a las que fuesen visitadas en sus domicilios y se encontrasen en la misma situación, serán conducidas al dispensario por el Comisario de Policía.
Art. 12. Para hacer frente a los gastos que resultarán tanto de la visita como del tratamiento de las esposas públicas, se pagará por y para cada una de estas mujeres, en el momento de la visita, una remuneración de 5 francos, o sea 10 francos al mes.
Art. 22. Ninguna muchacha pública podrá salir de la ciudad para visitar las tribus circunvecinas sin permiso escrito del Comisario de Policía, jefe de la Oficina Central; el mismo permiso se exigirá para ir a las fiestas que se den en el interior o fuera de la ciudad.
Art. 24. La remuneración que se pagará por cada una de las muchachas cuya solicitud se haga queda fijada, para el exterior, en 10 francos, y para el interior, en 5 francos.»

A pesar de la normativa, había mujeres que trabajaban en la calle ilegalmente. Como ya no existía la prohibición para las judías, algunas se dedicaron a la prostitución.
|                       | 1838 | 1839 | 1840 | 1841 | 1842 | 1847 | 1848 | 1849 | 1850 | 1851 |
| --------------------- | ---- | ---- | ---- | ---- | ---- | ---- | ---- | ---- | ---- | ---- |
| Indígena              | 254  | 257  | 254  | 299  | 282  | 203  | 181  | 183  | 248  | 170  |
| Europea (no francesa) | 63   | 67   | 91   | 95   | 97   | 93   | 77   | 90   | 89   | 60   |
| Francesa              | 31   | 34   | 44   | 51   | 70   | 107  | 78   | 82   | 113  | 81   |
| Judía                 | 27   | 38   | 37   | 43   | 38   | 26   | 28   | 22   | 19   | 12   |
| Negra                 | 0    | 17   | 20   | 19   | 23   | 22   | 23   | 24   | 24   | 16   |
| Total                 | 375  | 413  | 446  | 512  | 510  | 441  | 387  | 395  | 479  | 342  |

Los burdeles se establecieron en todas las principales ciudades de guarnición, generalmente en los barrios musulmanes para no ofender a los residentes europeos. En 1942, la policía de moralidad registró 46 burdeles, 79 hoteles, 600 apartamentos amueblados y un centenar de casas clandestinas dedicadas a la prostitución sólo en Argel. Estas cifras se mantuvieron prácticamente iguales hasta la independencia en 1962.

#### Ouled Naïl
Algunos historiadores afirman que las Ouled Naïl sólo eran bailarinas y que la idea preconcebida de las autoridades francesas de que las bailarinas también eran prostitutas dio lugar a la reputación de prostitución de las Ouled Naïl.
Al principio bailaban completamente vestidas con sus ropas tradicionales. Más tarde hicieron topless y luego desnudo integral. El bailarín estadounidense Ted Shawn las vio en 1900 y dijo que el baile no era sexy porque no dejaba nada a la imaginación.
A las prostitutas registradas se las llamaba Nailiyas (de Ouled Naïl) y, a finales del siglo XIX, a las prostitutas en general se las denominaba hijas de Ouled Naïl, independientemente de su origen. En Biskra, el centro de la prostitución en la época colonial era la Rue des Ouled Naïl.
Muchas de las mujeres Ouled Naïl fueron obligadas a ejercer la prostitución en los burdeles móviles durante la Guerra de Independencia argelina y también transportadas con burdeles móviles a Indochina para uso de las tropas acantonadas en Điện Biên Phủ.

### Rahbat al-Jammal

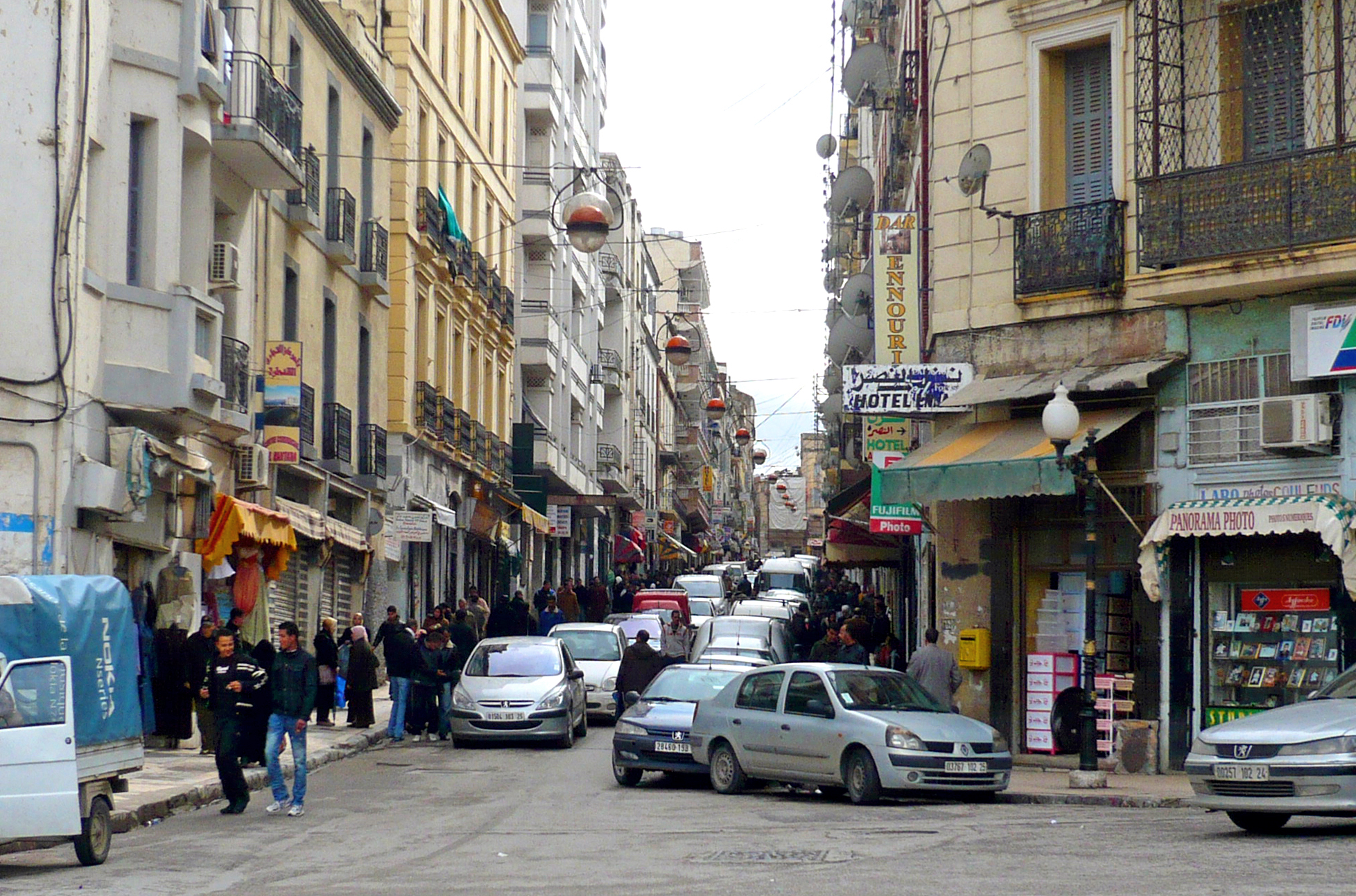
Casco viejo de Constantina, en el que la barriada de Rahbat al-Jammal fue el barrio rojo prominente durante el período francés.

Durante el dominio otomano, se construyeron paradas de descanso, khans, para los viajeros y sus caballos y camellos. En Constantina, los khans estaban situados en Rahbat al-Yammal. Tras la ocupación francesa, los edificios se convirtieron en burdeles para los soldados franceses. Los ancianos de la ciudad prohibieron la entrada a las mujeres argelinas. Aunque los burdeles cerraron en la década de 1980, la prohibición de que las mujeres entraran en la calle continúa en la actualidad.

### Postindependencia
Como consecuencia de la arabización del país, el auge del islamismo y los disturbios civiles que siguieron a la recesión económica provocada por el exceso de petróleo de la década de 1980, en 1982 se prohibieron los burdeles, lo que obligó a muchas de las prostitutas a trabajar en la calle. Sin embargo, se permitió que algunos de los burdeles de los condados 171 siguieran abiertos bajo la estrecha vigilancia de la policía. En 2011 funcionaban 19 burdeles supervisados. En 2015, el número de burdeles que funcionaban con la complicidad de las autoridades argelinas se había reducido a dos.

## Tráfico sexual
Los traficantes de seres humanos explotan a las víctimas nacionales y extranjeras en Argelia para el tráfico sexual. Los migrantes subsaharianos indocumentados, principalmente de Malí, Níger, Burkina Faso, Camerún, Guinea, Liberia y Nigeria, son los más vulnerables al tráfico sexual en Argelia, principalmente debido a su situación migratoria irregular, la pobreza y las barreras lingüísticas. Las mujeres no acompañadas y las que viajan con niños también son especialmente vulnerables a la explotación.
Las mujeres subsaharianas, a menudo en ruta hacia los países vecinos o Europa, entran en Argelia de forma voluntaria pero ilegal, con frecuencia con la ayuda de traficantes o redes delictivas. Muchos migrantes, impedidos en sus intentos iniciales de llegar a Europa, permanecen en Argelia hasta que pueden continuar su viaje. Al enfrentarse a oportunidades limitadas en Argelia, muchos migrantes se dedican ilegalmente a la prostitución para ganar dinero con el que pagar su viaje a Europa, lo que les expone a un alto riesgo de explotación.
Algunos migrantes se endeudan con los traficantes, que posteriormente los explotan en el tráfico sexual a su llegada a Argelia. Por ejemplo, las mujeres migrantes de la ciudad meridional de Tamanrasset, principal punto de entrada en Argelia para los migrantes y para la mayoría de las víctimas extranjeras de la trata, son sometidas a servidumbre por deudas, ya que trabajan para pagar las deudas del contrabando mediante la prostitución forzada.
Algunos migrantes también se endeudan con compatriotas que controlan barrios étnicos segregados en Tamanrasset; estas personas pagan las deudas de los migrantes a los traficantes y luego los obligan a prostituirse. Mujeres y niños extranjeros, principalmente migrantes subsaharianos, son explotados en el tráfico sexual en bares y burdeles informales, normalmente por miembros de sus propias comunidades, en Tamanrasset y Argel.
El gobierno no investigó, enjuició ni condenó a ningún autor por delitos de trata con fines sexuales en 2018, a pesar de los informes de que la trata con fines sexuales se producía en Argelia, especialmente entre la población migrante.
En 2020, la Oficina de Vigilancia y Lucha contra la Trata de Personas del Departamento de Estado de los Estados Unidos bajó la clasificado de Argelia como país de "nivel 3"; no obstante, con posterioridad mejoraron sus niveles, reduciéndose su situación hasta ser "nivel 2", como aparecía publicado en 2024.